# Edwin Richards
Edwin Allan Richards (Boston, 3 novembre 1929 – Las Vegas, 18 novembre 2012) è stato uno schermidore statunitense.

## Biografia
Ha partecipato ai Giochi della XVIII Olimpiade di Tokyo nel 1964.

## Palmarès
In carriera ha conseguito i seguenti risultati:
- Giochi Panamericani:

Chicago 1959: oro nel fioretto a squadre.
San Paolo 1963: oro nel fioretto a squadre e nella sciabola a squadre.
Winnipeg 1967: argento nel fioretto a squadre.